# 雪顿节

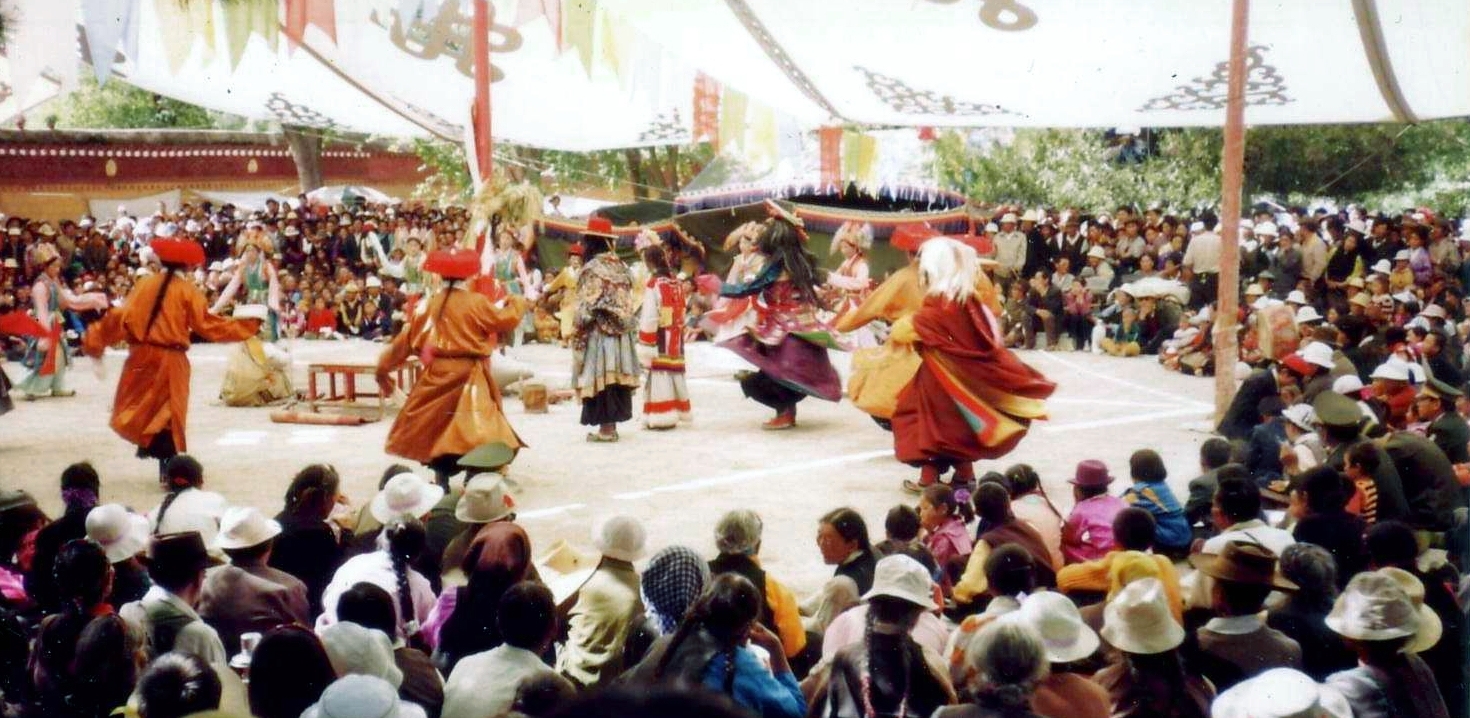
雪顿节时罗布林卡的藏戏

雪顿节（藏語：ཞོ་སྟོན་，威利转写：zho ston）是藏族的传统节日，也是目前西藏自治区的法定节日，藏历每年六月三十日開始慶祝，為期五至六天。“雪”“顿”是藏语“酸奶”、“宴”的意思，雪顿节意即吃酸奶的節日。因為雪頓節期間有規模盛大的曬佛儀式和隆重熱烈的藏戲演出，所以也稱之為晒佛節、藏戲節。

## 雪顿节的演变
在17世纪以前，雪顿节是纯粹的宗教节日。在青藏高原每年夏季，天气漸暖，百虫惊蛰而出土活动。为了避免伤害生灵而违背了佛祖释迦牟尼不杀生的戒律，藏传佛教格鲁派规定每年藏曆四至六月，不准僧人出寺活动，要在寺院安居靜修三個月，直到六月底解夏後僧人才能出寺。而每当到这个时候，当地的平民百姓都要取出酸奶向寺院里的僧人供奉。同时在拉萨哲蚌寺举行欢庆节，演出藏戏，哲蚌寺也就成为了雪顿节的活动中心，节日逐渐有了“哲蚌雪顿”之名。
到了第五世達賴喇嘛·羅桑嘉措的时候，在“哲蚌雪顿”时候，还调集西藏各地区的藏戏团前来演出。五世达赖移居布达拉宫后，除规定每年藏历举行“哲蚌雪顿”的头一天在哲蚌寺首演外，又规定第二天到布达拉宫演出，然后在拉萨和西藏各地巡回演出。18世纪后期，罗布林卡建成后，成为达赖的夏宫。公元1913年依照十三世达赖喇嘛的决定，每年“哲蚌雪顿”都要在罗布林卡首演，同时允许平民百姓进入观看演出。相沿下来，就形成了群众性的娱乐活动，雪顿节也由此得名。
雪顿节这一天，哲蚌寺在寺外的山坡展出一幅高30米宽20米的丝织大佛像，当天善男信女云集，纷纷向佛像抛掷哈达，如同雪花纷飞，

## 雪顿节的安排

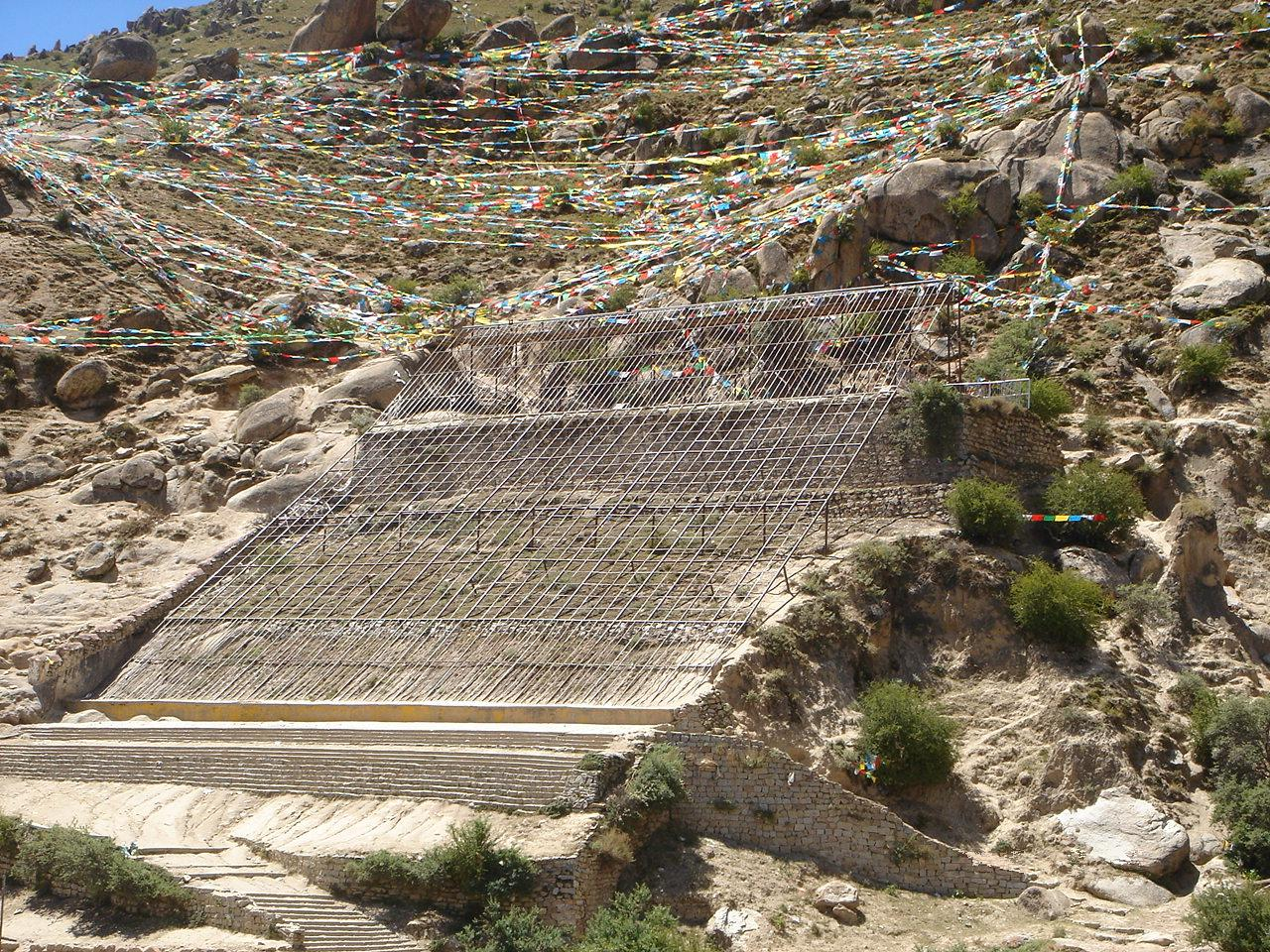
哲蚌寺外晒大佛的展台

在藏历七月初一的那一天，拉萨等西藏各地的居民来到罗布林卡，观看来自拉萨、日喀则、穷结、雅砻、堆龙德庆等地的藏剧团和戏班子、舞班子、打鼓舞队的联合演出。初八以后，各剧团到拉萨地区各处演出，8月上旬个剧团回到本地，同时，全藏区、村、村寨所有民间藏戏团体和带有戏剧性质的艺术表演团队，和僧俗一起狂欢。